# 山辺の里スポーツクラブ
山辺の里スポーツクラブ（やまのべのさとスポーツクラブ）は、山形県山辺町にある総合型地域スポーツクラブである。NPO法人格を2024年1月9日に取得した。

## 施設

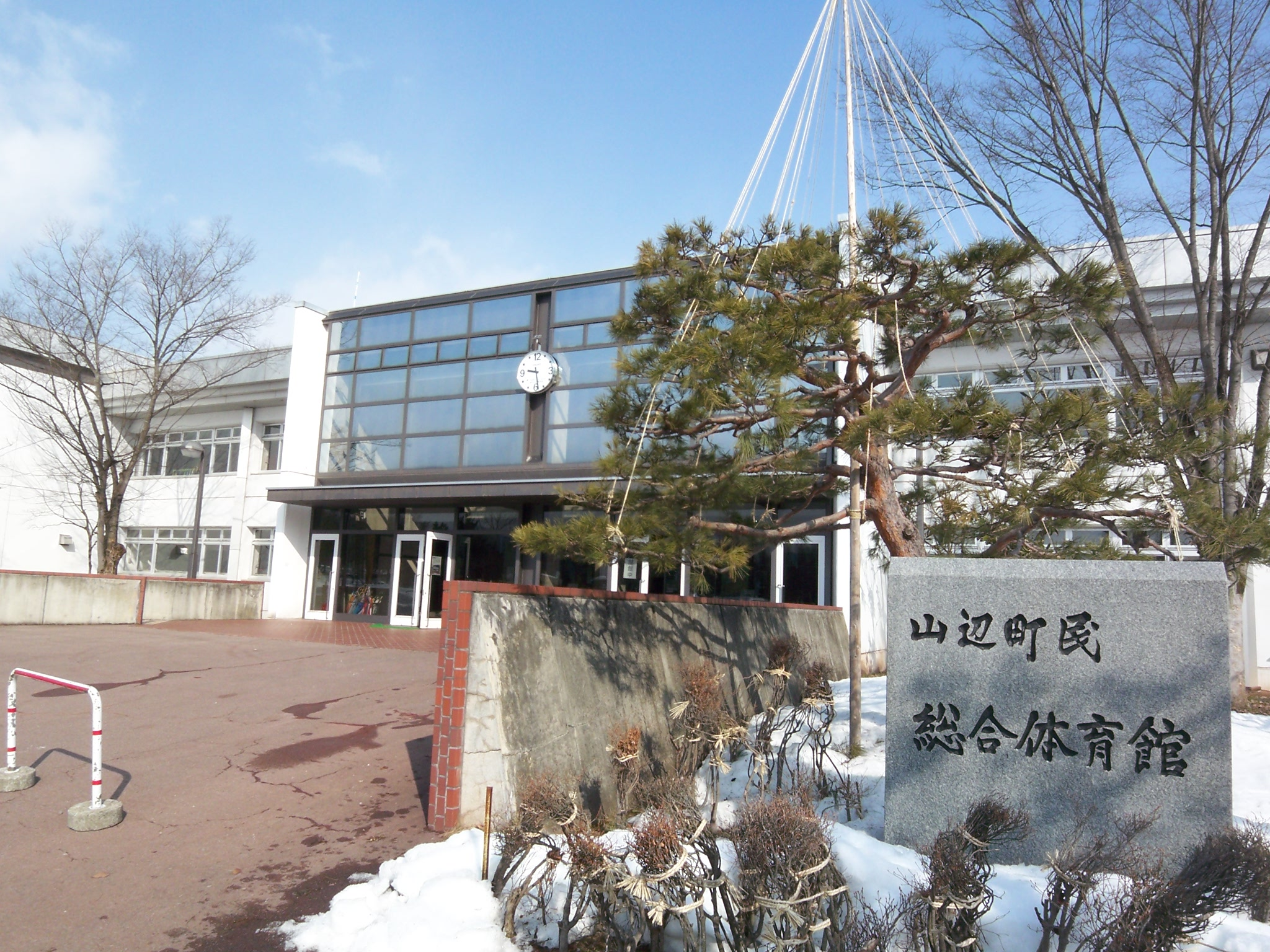
山辺町民総合体育館

- 町民総合体育館
- 武道館
- 屋内ゲートボール場
- 町民グラウンド
- テニスコート
- 町民野球場
- 屋外プール
- 日本庭園・広場

## 所在地
〒990-0300 山形県東村山郡山辺町緑ヶ丘1番地